# Márton Pálfy
Márton Pálfy (* 29. August 1988 in Budapest) ist ein ehemaliger ungarischer Biathlet und Radsportler.
Márton Pálfy lebt in Erkel und trainiert in Budakeszi. Er startet für Vasas Budapest, wo er von Mátyás Holló trainiert wird. Der Student begann 2004 mit dem Biathlon und gehört seit 2005 dem Nationalkader Ungarns im Biathlon an. Er bestritt 2005 seine ersten Rennen im Biathlon-Europacup der Junioren. 2006 nahm er an den Junioren-Europameisterschaften teil und wurde in Langdorf 77. des Einzels und 81. des Sprints.
Seit der Saison 2008/09 startet er bei den Männern im IBU-Cup. Dort wurde ein Einzel in Obertilliach sein erster Einsatz, bei dem er auf den 132. Platz lief. Im weiteren Saisonverlauf erreichte er in Altenberg mit Platz 110 in einem Einzel sein bis dato bestes Resultat in dieser Rennserie. Erstes Großereignis bei den Männern wurden die Biathlon-Europameisterschaften 2011 in Ridnaun. Pálfy wurde 66. des Sprints und beendete im Einzel das Rennen nicht.
Palfy ist auch als Radsportler erfolgreich und wurde in der Kategorie Mountainbike ungarischer Vizemeister.